# Myx Music Awards 2007
La seconda edizione degli Myx Music Awards si è svolta il 15 marzo 2007 al teatro APT.

## Vincitori
Fonte:
- Favorite Music Video: Christian Bautista – Invincible
- Favorite Song: SpongeCola - Bitiw
- Favorite Artist: SpongeCola
- Favorite Male Artist: Erik Santos
- Favorite Female Artist: Rachelle Ann Go
- Favorite Group: SpongeCola
- Favorite Rock Video: SpongeCola - Bitiw
- Favorite Urban Video: Nina - I Do
- Favorite Mellow Video: Christian Bautista - Invincible
- Favorite Remake: Erik Santos – Your Love
- Favorite Indie Artist: Kjwan
- Favorite Media Soundtrack: True Faith – Dahil Ikaw
- Favorite New Artist: Kala
- Favorite Collaboration: Erik Santos e Regine Velasquez - Bakit Ba Iniibig Ka
- Favorite Myx Live Performance: Christian Bautista
- Favorite Myx Bandarito Performance: The Ambassadors
- Favorite Myx Celebrity Vj: Micheal V.
- Favorite Guest Appearance in a Music Video: Chin Chin Gutierrez (Pintura - Kjwan)
- Favorite International Music Video: My Chemical Romance - Welcome to the Black Parade
- Favorite Ringtone: Kamikazee - Narda
- Myx Magna Award: Apo Hiking Society